# 平成19年台風第8号
平成19年台風第8号（へいせい19ねんたいふうだい8ごう、アジア名：セーパット〔Sepat、命名国：マレーシア、意味：淡水魚〕）は、2007年8月に発生し、フィリピン・台湾・華南に影響を与えた台風である。この年初めての「猛烈な」強さの台風となった。

## 概要
- 8月13日、フィリピンの東で発生。
- 8月16日、猛烈な強さの台風に（JTWCは、カテゴリー5相当のSuperTYphoonに分類した）。
- 8月18日、6時ごろに台湾に上陸。
- 8月19日、6時ごろに華南に再上陸。
- 8月20日、華南で熱帯低気圧に。

## 解説
この台風は発生した当初から、雲のバランスがよく大きさもほどほどで、発達に適した条件を持っていた。また、フィリピン東方海域は台風が発達しやすい場所であるため、この台風も徐々に発達し、猛烈な強さになるに至った。